# Гизалки (гмина)
Гизалки (пол. Gizałki) — сельская гмина (волость) в Польше, входит как административная единица в Плешевский повет, Великопольское воеводство. Население — 4631 человек (на 2004 год).

## Сельские округа
1. Бялоблоты
2. Чолнохув
3. Дзевин-Дужы
4. Гизалки
5. Оборы-Колёня
6. Лещыца
7. Нова-Весь
8. Орлина-Дужа
9. Островска-Колёня
10. Руда-Вечиньска
11. Шимановице
12. Сверчина
13. Томице
14. Топорув
15. Вежхы
16. Вронув
17. Гизалки-Ляс
18. Оборы
19. Орлина-Мала
20. Студзянка
21. Томице-Ляс
22. Томице-Млыник

## Соседние гмины
1. Гмина Хоч
2. Гмина Чермин
3. Гмина Гродзец
4. Гмина Пыздры
5. Гмина Загурув
6. Гмина Жеркув